# Christian Sigismund Plötz
Christian Sigismund Plötz (* 23. April 1657 in Collmen; † 4. Mai 1715 in Dresden) war ein königlich-polnischer und kurfürstlich-sächsischer General der Kavallerie.

## Leben
Plötz stammte aus der pommerschen Adelsfamilie Ploetz, aus der einige Vertreter bis in die frühe Neuzeit auf das Adelsprädikat von verzichteten. Christian Sigismund Plötz war der Sohn des kursächsischen Rittmeisters Hans Christian Plötz. Sein Bruder war der Kammer- und Bergrat Joachim Plötz.
Zunächst kam er zwei Jahre zum Oberst Kuffer nach Wittenberg, anschließend war er fünf Jahre Page beim Kurprinzen. 1674 trat er in kursächsische Dienste und war drei Jahre Gemeiner bei Garde-Kürassier-Regiment. Dann ein Jahr Unteroffizier, 1678 Cornett und 1679 Leutnant. Also solcher war er bei den Truppen zum Entsatz von Wien. 1687 kam er als Kapitänleutnant in das Kürassier-Regiment Promnitz, kehrte 1689 aber zurück. 1690 wurde er wirklicher Rittmeister, 1691 Major und 1693 Oberstleutnant. 1697 wurde er mit der Armee nach Polen versetzt, dort wurde 1698 Oberst und 1700 Generalmajor im Regiment. Am 11. Mai 1703 geriet er bei Scherdingen in Gefangenschaft des Kurfürsten von Bayern. Er wurde bald wieder freigelassen und kämpfte 1704 wieder in Polen. Im November 1704 zum Generalleutnant der Kavallerie beförderte. Er kämpfte 1706 bei Fraustadt und Kalisch. Am 20. November 1714 wurde er noch General der Kavallerie.
Er starb auf seinem Gut Strohwalde und wurde auf in dem Erbbegräbnis der Familie beigesetzt.
Gemeinsam mit seinem Bruder besaß er das Strohwalde genannten Rittergut in Gräfenhainichen, das ihre Nachkommen später wieder an den sächsischen Kurfürsten verkauften, der es zu einem kurfürstlichen Kammergut umgestalten ließ.

## Persönliches
Plötz war mit Sophie Hedwig von Meusebach verwitwete von Gersdorf verheiratet. Die Ehe war kinderlos.
Am 4. Mai 1715 verstarb Christian Sigismund Plötz im Alter von 58 Jahren in Dresden.